# ChinaJoy

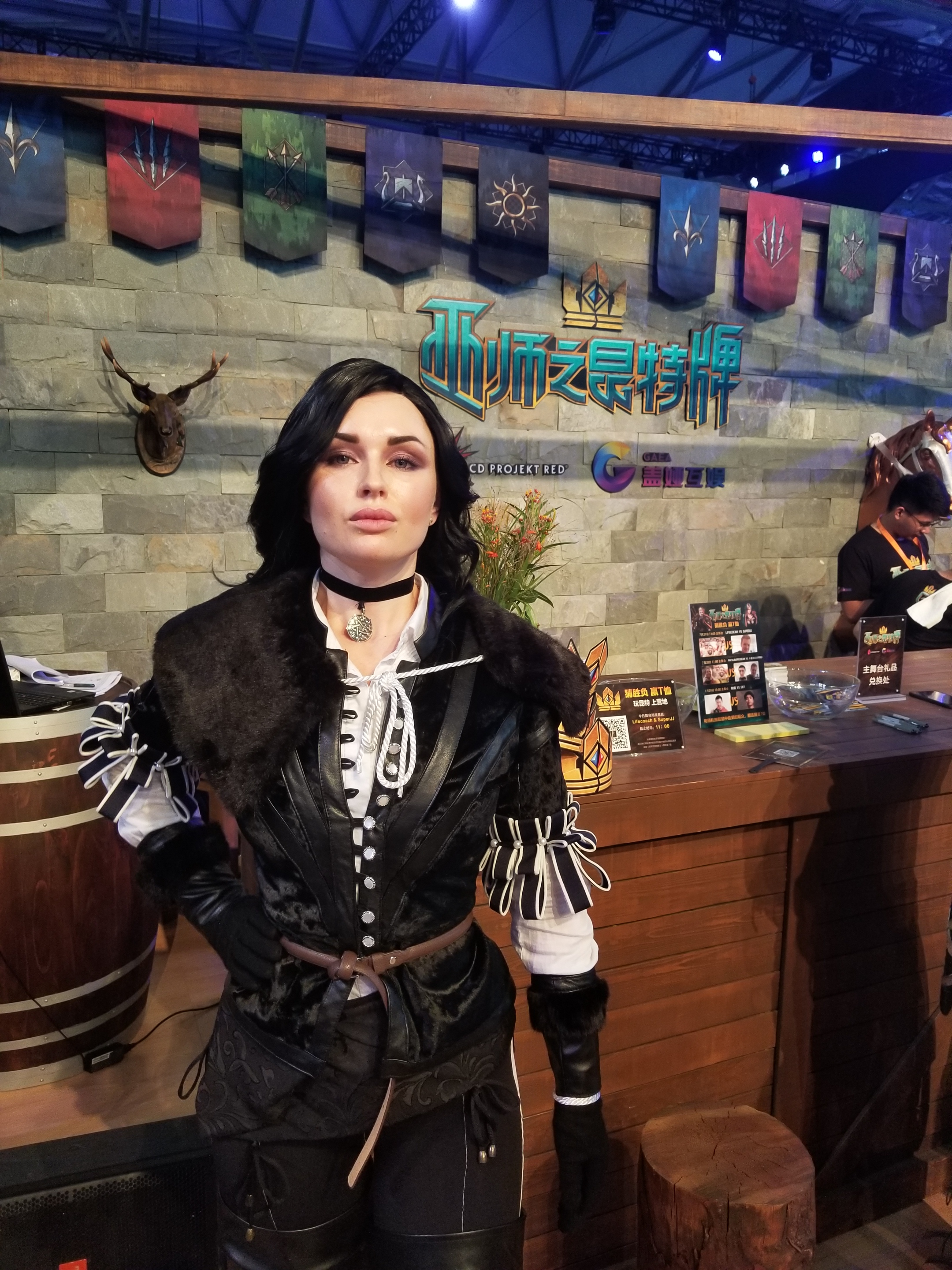
Стенд игры Gwent: The Witcher Card Game компании CD Projekt RED на выставке в 2017 году. Модель на переднем плане демонстрирует косплей на персонажа Йеннифэр из Венгерберга из серии игр «Ведьмак»

China Digital Entertainment Expo & Conference (также ChinaJoy) — крупнейшая выставка в КНР и Азии в сфере компьютерных игр и цифровых развлечений. Выставка проходит ежегодно в Шанхае, традиционно на ней представлены компьютерный игры, мобильные развлечения, оборудование сферы цифровых развлечений и виртуальной реальности. Посещаемость выставки в 2016 году составила 325 тыс. человек, было представлено более 4000 компьютерных игр, а площадь выставки составила более 140 тыс. кв. м.